# Kanton Le Pont-de-Claix
Der Kanton Le Pont-de-Claix ist seit 2015 ein französischer Wahlkreis im Arrondissement Grenoble, im Département Isère und in der Region Auvergne-Rhône-Alpes. Hauptort ist Le Pont-de-Claix. 

## Gemeinden
Der Kanton besteht aus zwölf Gemeinden mit insgesamt 47.702 Einwohnern (Stand: 2022) auf einer Gesamtfläche von 168,58 km²:
| Gemeinde                  | Einwohner 1. Januar 2022 | Fläche km² | Dichte Einw./km² | Code INSEE | Postleitzahl |
| ------------------------- | ------------------------ | ---------- | ---------------- | ---------- | ------------ |
| Brié-et-Angonnes          | 2.509                    | 9,70       | 259              | 38059      | 38320        |
| Champagnier               | 1.506                    | 6,61       | 228              | 38068      | 38800        |
| Champ-sur-Drac            | 3.344                    | 8,92       | 375              | 38071      | 38560        |
| Herbeys                   | 1.388                    | 7,73       | 180              | 38188      | 38320        |
| Jarrie                    | 3.925                    | 13,26      | 296              | 38200      | 38560        |
| Le Gua                    | 1.883                    | 28,48      | 66               | 38187      | 38450        |
| Le Pont-de-Claix          | 10.846                   | 5,60       | 1.937            | 38317      | 38800        |
| Notre-Dame-de-Commiers    | 527                      | 4,79       | 110              | 38277      | 38450        |
| Saint-Georges-de-Commiers | 2.691                    | 14,62      | 184              | 38388      | 38450        |
| Saint-Paul-de-Varces      | 2.212                    | 19,69      | 112              | 38436      | 38760        |
| Varces-Allières-et-Risset | 8.314                    | 20,88      | 398              | 38524      | 38760        |
| Vif                       | 8.557                    | 28,30      | 302              | 38545      | 38450        |
| Kanton Le Pont-de-Claix   | 47.702                   | 168,58     | 283              | 3820       | –            |